# Superliga de Kosovo 2014-15
La Superliga de Kosovo 2014-15 (Raiffeisen Superliga e Futbollit të Kosovës) fue la 16.ª edición del campeonato de fútbol de primer nivel en Kosovo y la octava tras la declaración de la independencia. La temporada comenzó el 16 de agosto de 2014 y finalizó en 7 de junio de 2015. El campeón fue el KF Feronikeli.

## Sistema de competición
Un total de 12 equipos participaron entre sí todos contra todos 3 veces, totalizando 33 fechas. Al final de la temporada el primer clasificado se proclamó campeón. por otro lado los dos últimos clasificados descendieron a la Liga e Parë, mientras que el noveno y décimo clasificado jugaron un play off por la permanencia contra el tercero y cuarto de la Liga e Parë 2014-15.

## Equipos participantes
| Club            | Ciudad    |
| --------------- | --------- |
| Besa Pejë       | Peć       |
| Drenica         | Skenderaj |
| Drita           | Gjilan    |
| Ferizaj         | Ferizaj   |
| Feronikeli      | Glogovac  |
| Hajvalia        | Pristina  |
| Istogu          | Peć       |
| Kosova Vushtrri | Vučitrn   |
| Prishtina       | Pristina  |
| Trepça          | Mitrovica |
| Trepça'89       | Mitrovica |
| Vëllaznimi      | Gjakova   |

## Tabla de posiciones
Actualizada al final del torneo.
| Pos. | Equipo            | PJ | PG | PE | PP | GF | GC | Dif | Pts |
| ---- | ----------------- | -- | -- | -- | -- | -- | -- | --- | --- |
| 1.   | KF Feronikeli     | 33 | 19 | 10 | 4  | 51 | 25 | +26 | 67  |
| 2.   | KF Besa           | 33 | 20 | 6  | 7  | 51 | 37 | +14 | 66  |
| 3.   | KF Prishtina      | 33 | 15 | 11 | 7  | 43 | 28 | +15 | 56  |
| 4.   | KF Hajvalia       | 33 | 15 | 9  | 9  | 46 | 32 | +14 | 54  |
| 5.   | Llamkos Kosova    | 33 | 13 | 11 | 9  | 36 | 27 | +9  | 50  |
| 6.   | KF Trepça’89      | 33 | 12 | 12 | 9  | 52 | 36 | +16 | 48  |
| 7.   | KF Drenica        | 33 | 12 | 8  | 13 | 39 | 35 | +4  | 44  |
| 8.   | KF Istogu         | 33 | 12 | 7  | 14 | 41 | 45 | -4  | 43  |
| 9.   | KF Drita          | 33 | 10 | 9  | 14 | 30 | 38 | −8  | 39  |
| 10.  | KF Vëllaznimi (D) | 33 | 8  | 10 | 15 | 24 | 38 | −14 | 34  |
| 11.  | KF Ferizaj (D)    | 33 | 5  | 6  | 22 | 22 | 55 | −33 | 21  |
| 12.  | KF Trepça (D)     | 33 | 4  | 7  | 22 | 18 | 57 | −39 | 19  |

|  | Campeón de Kosovo         |
|  | Play-offs de descenso     |
|  | Descenso a la Liga e Parë |

| (D) Descendido |

### Play-offs de descenso
| Equipo 1   | Resultado      | Equipo 2   |
| ---------- | -------------- | ---------- |
| Drita      | 1-1 (3-1 pen.) | Flamurtari |
| Vëllaznimi | 0-0 (3-4 pen.) | Gjilani    |